# Si Dieu existe
Si Dieu existe est un carnet en bande dessinée du Français Joann Sfar, publié en ligne à partir du 6 février 2015 sur la version française du Huffington Post et recueilli en album fin mai 2015 par Delcourt.
L'auteur y développe son point de vue sur le monde, en particulier la religion, dans la foulée des attentats contre Charlie Hebdo, en janvier 2015, dont il connaissait bien les victimes,.

## Éditions
- Si Dieu existe, Delcourt, coll. « Shampooing », mai 2015, 224 p. (ISBN 978-2-7560-7204-3).